# Golden Axe (serie)

I tre protagonisti nel primo Golden Axe

Golden Axe (lett. "ascia d'oro" o "scure d'oro") è una serie di videogiochi fantasy prodotta da SEGA a partire dal 1989. L'ultimo titolo della serie è uscito nel 2008.
Il primo gioco della serie, Golden Axe, ha un'ambientazione ispirata a storie come Conan il barbaro ed è un picchiaduro a scorrimento appartenente al sottogenere hack and slash, caratterizzato dall'uso di armi bianche.
I seguiti principali hanno poi mantenuto queste caratteristiche, ma la serie ha sperimentato anche altri generi, come il videogioco di ruolo.

## Trama
La trama di ciascun episodio è piuttosto simile e ruota attorno all'elemento centrale che dà il titolo ai videogiochi: la Scure Dorata (Golden Axe). Ad ogni titolo un potente personaggio appartenente alle forze del male si impadronisce di questa mitica arma magica per aumentare il proprio potere e soggiogare il mondo. Un piccolo gruppo di guerrieri si mette alla ricerca del potente maligno di turno per riportare la pace nel mondo, animato anche da vendette personali per vari soprusi subiti.
Le trame di ogni singolo episodio sono abbastanza disconnesse e autoconclusive e vi sono solo minimi richiami tra un titolo e l'altro.

## Serie

### Serie principale
La serie principale si compone di 5 titoli.
- Golden Axe (1989): il primo titolo della serie, sul cui successo si sono poste le basi per la creazione dei titoli successivi. Questo episodio vede anche nascere tutti i personaggi principali della serie, a partire dai 3 eroi Ax Battler il barbaro, Tyris Flare l'amazzone e Gilius Thunderhead il nano, fino al nemico finale, Death Adder (nei testi che appaiono nel videogioco viene citato come Death=Adder).
- Golden Axe II (1991): il primo seguito non si fa attendere troppo e sfrutta il successo del primo episodio riproponendo la stessa trama e gli stessi personaggi, eccezion fatta per Death Adder, sconfitto nel capitolo precedente e ora sostituito da Dark Guld. Vengono rinnovati solo gli antagonisti minori, cioè le truppe al servizio di Dark Guld.
- Golden Axe: The Revenge of Death Adder (1992): uscito solo in versione Arcade, ottiene un grande successo per via delle innovazioni tecnologiche (è il primo gioco della serie realizzato in 32-bit). Come si evince dal titolo ritorna Death Adder, ma cambia quasi completamente la lista dei personaggi selezionabili. Solo Gilius Thunderhead appare, ma non combatte direttamente, standosene sulle spalle di Goah il gigante. Al posto di Ax Battler la parte del barbaro è affidata a Sternblade. A completare l'elenco ci sono il centauro femmina Dora e lo stalliere Trix.
- Golden Axe III (1993): uscito solo in Giappone presenta un gruppo di personaggi completamente inediti, anche se i personaggi di Kain Grinder il barbaro e Sarah Barn l'amazzone sono ripresi direttamente da Ax Battler e Tyris Flare per ruolo, armamenti, stile di combattimento e apparenza visiva. Appare come sempre Gilius Thunderhead (personaggio comunque non giocabile) nell'insolito ruolo di saggio e guida. In più vi sono Proud Cragger il gigante e Chronos "Evil" Lait, un essere parte uomo e parte pantera. Il nemico finale si chiama Damud Hellbringer, che ricorda vagamente i precedenti antagonisti della serie.
- Golden Axe: Beast Rider (2008): a distanza di 15 anni dall'ultima uscita della serie principale, SEGA ha riproposto un nuovo episodio dalla grafica tridimensionale in cui l'unica protagonista è Tyris Flare[1]. La storia è strutturata in modo leggermente differente e un attimo più approfondita, grazie anche all'aiuto di brevi filmati esplicativi. Il nemico da battere è ancora una volta Death Adder e il solito Gilius Thunderhead fa un'altra apparizione come personaggio non giocabile; tuttavia questa volta prende parte alle battaglie in soccorso di Tyris, almeno nei filmati introduttivi. Questo è il primo episodio della serie ad essere stato valutato "pegi 18+",a causa di contenuti estremamente violenti e parziale nudità.[2]

### Videogiochi derivati
A fianco alla serie principale vengono proposti altri titoli che sfruttano il marchio Golden Axe, anche se non si tratta più di picchiaduro a scorrimento.
- Golden Axe Warrior (1991): si tratta di un videogioco di ruolo basato sulla storia di Golden Axe e realizzato per il Sega Master System. Il giocatore deve muoversi su una mappa vista dall'alto in modo simile a giochi quali The Legend of Zelda.
- Ax Battler: A Legend of Golden Axe (1992): un altro videogioco di ruolo che ruota attorno al personaggio di Ax Battler. A differenza degli altri titoli, il giocatore può imparare nuove tecniche durante il corso della partita. La valuta utilizzata sono le ampolle di elisir magico, che hanno qui la doppia funzione di moneta di scambio e di oggetto magico per l'attacco.[3]
- Golden Axe: The Duel (1994): unico gioco picchiaduro a incontri della serie, "The Duel" mette a confronto un gruppo di personaggi quasi tutto nuovo e che ha pochi riscontri con i giochi della serie principale, essendo ambientato 80 anni dopo il terzo episodio. L'unico personaggio che ritorna è Death Adder a cui si contrappongono i discendenti di due famosi personaggi della serie, Milan Flare (discendente di Tyris) e Gilius Rockhead (nipote di Thunderhead). Gli altri protagonisti sono tutti stati creati ex novo. Rimane comunque la costante di un personaggio che interpreti il ruolo del guerriero barbaro, interpretato qui da Kain Blade.[4]
- Sega Ages 2500: Vol.5 - Golden Axe (2003) remake per PlayStation 2 del primo Golden Axe, con grafica 3D
- Golden Axed (2020) l'ormai defunto prototipo di reboot del 2013[5] viene pubblicato parzialmente su Steam in occasione dei sessant'anni di Sega.[6]

### Crossover
- Sega Superstars Tennis (2008): Gilius Thunderhead è un personaggio giocabile
- SEGA Heroes: Puzzle RPG Quest (2018) sono presenti Ax Battler, Tyris Flare, Gilius Thunderhead e Death Adder, come personaggi giocabili e altri come nemici.[7]
- SEGA Slots (2018) gioco di slot machine per dispositivi mobili

## Personaggi principali
I personaggi che appaiono più volte nei giochi della serie sono quattro e derivano tutti dal primo titolo.
- Ax Battler: è un guerriero barbaro che decide di eliminare dal mondo Death Adder dopo che questi fece uccidere sua madre. È armato con uno spadone a due mani ed è vestito di uno slip di colore blu. A lui è stato dedicato un intero videogioco derivato dalla serie principale, tuttavia è il personaggio con minor numero di apparizioni tra i quattro principali. Nella versione per Master System il suo nome viene modificato in Tarik.
- Tyris Flare: è un'amazzone che cerca vendetta dopo che le truppe di Death Adder le hanno ucciso entrambi i genitori. È armata di spada bastarda e veste con un anacronistico bikini rosso. In tutte le sue apparizioni ha sempre controllato la magia del fuoco. Nell'ultimo titolo uscito nel 2008 indossa un abbigliamento più realistico, anche se il bikini rosso e bianco del primo Golden Axe è sbloccabile.
- Gilius Thunderhead: è un anziano nano guerriero che cerca giustizia per il suo fratello morto per colpa di Death Adder. È vestito con una tunica e un elmetto vichingo, entrambi verdi, e porta una lunga barba bianca. È l'unico personaggio ad apparire in tutti i titoli della serie principale, anche se è effettivamente giocabile solo nei primi due. È molto forte fisicamente e combatte brandendo una pesante scure bipenne.
- Death Adder: antagonista principale della serie, è colui che dà inizio alla trama impossessandosi della Scure Dorata per i suoi desideri di conquista. La sua apparenza cambia di molto durante l'evoluzione della serie, così come i suoi armamenti. È comunque dotato di forza brutale e capace di utilizzare la magia nera. Nel 2010 IGN lo ha classificato 83º nella categoria dei 100 migliori antagonisti dei videogiochi ("Top 100 Videogames Villains")[8].

## Altri media
Un fumetto ufficiale di Golden Axe venne pubblicato in diverse puntate sulla rivista britannica Sonic the Comic.
Alcune puntate uscirono anche in italiano, sulla rivista Sonic Videogame & Fumetti.